# Abraham Zimmermann
Abraham Zimmermann (1787 - 1850) fue un botánico y profesor universitario alemán.
- La abreviatura «Ab.Zimm.» se emplea para indicar a Abraham Zimmermann como autoridad en la descripción y clasificación científica de los vegetales.[2]